# Vergt-de-Biron
Vergt-de-Biron là một xã, nằm ở tỉnh Dordogne vùng Aquitaine của Pháp. Xã này có diện tích 16,17 km², dân số năm 2004 là 189 người. Xã nằm ở khu vực có độ cao trung bình 190 m trên mực nước biển.

## Thông tin nhân khẩu
| Năm    | 1962 | 1968 | 1975 | 1982 | 1990 | 1999 | 2004 |
| ------ | ---- | ---- | ---- | ---- | ---- | ---- | ---- |
| Dân số | 207  | 188  | 171  | 181  | 190  | 182  | 189  |